# Вэньсюань-ди (Северная Ци)
Император (Северной) Ци Вэнь Сюань-ди ((北)齊文宣帝) (529—559), личное имя Гао Ян (高洋), уважительно: Цзыцзинь (子進), был первым императором Китайской династии Северная Ци. Он был вторым сыном вэйского верховного командующего Гао Хуаня. Смерть его брата и наследника Гао Хуаня Гао Чэна, в 549, сделала его регентом Восточной Вэй. В 550, он сверг Сяо Цзина и занял трон, основав Северную Ци.
Его раннее правление отмечено усилением военной мощи Ци, император часто лично находился на фронте. Он пытался уравнять налоговое бремя, уменьшить коррупцию путём назначения служащим высокого жалования. Многие вопросы управления страной он поручил Ян Иню, и некоторое время военное и гражданское управление Северной Ци было в полном порядке. Со временем император ожесточился, стал сильно пить и его администрация погрузилась в хаос.

## Юные годы
Гао Ян родился в 529 году, когда его отец Гао Хуань служил у Эрчжу Жуна. Его мать Лу Чжаоцзюнь оказывала отцу финансовую поддержку в начале карьеры. Он был вторым сыном в семье, после Гао Чэна. После смерти Эрчжу Жуна в 530 году Гао Хуань сверг род Эрчжу и захватил власть, и после распада Тоба Вэй на Восточную и Западную Гао стал фактическим правителем Восточной Вэй. В 535 году Гао Ян стал «герцогом» тайюаньским.
В детстве Гао Ян не считался особо развитым, у него даже предполагали умственную отсталость. Тем не менее, по-видимому, во многих областях что он обладал довольно высоким потенциалом. Однажды, когда Гао Хуань решил проверить интеллект своих детей, дав им запутанные шарики пряжи для распутывания, Гао Ян вынул свой меч и разрубив клубок, сказал, что это было единственное решение. Когда сыновья Гао Хуаня выросли, Гао Хуань решил проверить их военные способности, и приказал генералу Пэн Лэ (彭乐) изобразить нападение на них. Все сыновья, включая старшего Чэна, испугались, а Ян нет, и он почти скрутил Пэн Лэ. Тем не менее, он вырос неуклюжим и казался глупым, и Чэн с презрением смотрел на него.
Гао Хуань умер в 547 году, и Гао Чэн стал регентом, он давно готовился к подобной роли. Он получил ещё больше власти, и когда император Сяо Цзин-ди пытался сбросить его, Чэн устроил заговор и арестовал императора. В 549 году в столице Ечэне (邺城, в современной Ханьдань, Хэбэй), состоялся совет Чэна и его приближённых Чэнь Юанькана (陈元康), Цуй Цзишу (崔季舒), и Ян Инь, обсуждали процедуру смещения императора, и в это время Чэн был убит слугой Лань Цзином (蘭京), с которым поступили несправедливо. В это время, Гао Ян был в Ечэне, он собрал сторонников, казнил заговорщиков, но о смерти брата не объявил, потому что выжидал момент.

## Восточновэйский регент
Сяо Цзин-ди, узнав о смерти Гао Чэна, решил вернуть себе власть. Но Гао Ян быстро собрал 200 гвардейцев, и император понял, что его нелегко будет сместить. Тем временем, Гао Ян направился к оплоту своего клана в Цзиньяне (晋阳, Тайюань, Шаньси), и впечатлил местных генералов быстрыми и умелыми решениями.
Осенью и зимой 549 года династия Лян была ослаблена восстанием Хоу Цзина (он был генералом Восточной Вэй, но сдался Лян в 547), Гао Ян послал Ле Пэна напасть на лянские пограничные провинции, отвоевав регион между Хуайхэ и Янцзы.
Весной 550 года Гао Ян принял титул вана области Ци (齊郡王). Два месяца спустя, он стал ваном Ци (齊王).
Летом 550 года по совету чиновников Гао Дэчжэна (高德政), Сюй Чжицая (徐之才), а также Сун Цзинье (宋景业), Гао Ян решил занять престол, несмотря на протест своей матери. Поэтому он переехал из Цзиньяня в Ечэн, но даже когда был в пути, и достиг города Пинду (平都, в современном Цзиньчжуне, Шаньси), чиновники игнорировали его, и он решил вернуться в Цзиньянь. Вскоре император пожаловал его роду девять привилегий. Затем он вновь приехал в Ечэн, сверг императора Сяо Цзин-ди и объявил себя императором Вэнь Сюанем династии Ци. На этом закончилась династия Восточная Вэй и началась династия Северная Ци. Прежний император стал ваном Чжуншаня. Вэнь Сюань провозгласил своих отца и брата Гао Хуаня и Гао Чэна императорами посмертно, а свою мать — вдовствующей императрицей.

## Раннее царствование
Вэнь Сюань-ди зарекомендовал себя как человек внимательный к государственным вопросам, особенно к военным. Он редактировал свод законов Вэй, и он набрал элитный солдат из сяньби и ханьцев для создания элитной пограничной стражи. Крестьянские дворы были поделены на 9 классов по состоятельности, при этом богатые платили больше налогов, а бедные несли больше повинностей. Он оставил официальную столицу в Ечэне, а неофициальную перенёс в Цзинян.
Интересно, что Вэнь Сюань-ди, будучи потомком китайской аристократии, преподносил себя как сяньбийца. В отличие от отца, он не желал следовать многим ханьским традициям. Из-за этого, Гао Дэчжен и чиновник Гао Лунчжи (高隆之), который договорился с двоюродным братом императора, генералом Дуань Шао (段韶), предложить императору сестру генерала в наложницы. Император отказался и сделал принцессу Ли Цзуэ императрицей, а её сына Гао Иня наследным принцем.
В ответ на создание в Северной Ци, Юйвэнь Тай, правитель западных областей бывшей Вэй, напал на Ци. Вэнь Сюань-ди лично повёл войска на защиту Ечэна. Увидев мощную и отлично организованную армию Ци, Юйвэнь сказал: «Гао Хуань ещё не умер.» Он не пробил оборону столицы и вернулся не запад, при этом к Ци перешли несколько пограничных округов.
В начале 552 года Вэнь Сюань-ди решил казнить бывшего вэйского императора, но сначала он пригласил его жену (свою сестру) на пир во дворец, а к её мужу послал воинов, которые казнили его и его сыновей. Сначала Вэнь Сюань-ди похоронил его с императорскими почестями, но потом неожиданно передумал и прах бывшего императора выбросили в реку.
Весной 552 года император Вэнь Сюань-ди сам повёл войска против племён Кумо Си (в верховьях Ляохэ) и добился победы. Примерно в то же время он также направил генералов захватить некоторые приграничные города с Лян, пока ляньцы сражались с самозванцем Хоу Цзином. Бои с Лян длились и после смерти Хоу Цзина в 552, хотя Вэнь Сюань-ди не замышлял полноценной войны. Зимой 552 Император обещал лянским генералам Ван Сэнбянь и Чэнь Басянь, которых император Юань обороняять восточные земли Лян, города от Гуаньлина (广陵, в современной Янчжоу, Цзянсу) и Лиян (历阳, в современной Чаоху, Аньхой).
Кроме того, зимой 552, император император лично привел войска из Цзиняня к Лиши (离石, в современной Люйлян, Шаньси), и приказал восстановить великую стену от гор Хуанлу (黄栌岭, современный Люйлян) до крепости Шэпин (社平戍, Синьчжоу, Шаньси), по-видимому, для защиты от Западной Вэй и тюрок.
Зимой 553, Кидани нападали на северную границу Северной Ци, Вэнь Сюань-ди лично повёл войска и разбил киданей, при этом он подвергся большой опасности и проявил личное мужество.
Кроме того, зимой 553, император решил вмешаться в лянский династический кризис. Он поручил армии под командованием Го Юаньцзяна (郭元建) для сопровождения Сяо Туя (萧退) двоюродного брата лянского императора, в Лян. Тем не менее, войска Ци были разбиты лянскими генералом Хоу Тянем (侯瑱) и Сяо Туй вернулся в Ечэн.
В начале 554, остатки жужаней, сдались Ци, боясь, что будут истреблены тюрками. Вэнь сюань-ди принял их и лично повёл войска против тюрок, бои с которыми были тяжелы. Затем он сделал Юйцзиулюй Анлуочэнь новым ханом из жужаней и пожаловал ему земли у Май (马邑, в современной Шоучжоу, Шаньси).
Весной 554, император, помог старшему генералу Хулюй Цзиню (斛律金) и своему брату Гао Яну, вану Чаншаня, в наступлении на племя Шаньху (山胡) (в современной Люйлян). После победы, он распорядился, чтобы все 11-летние и пожилые мужчины из Шаньху были казнены, а молодыл мужчин и женщин раздал солдатам, как рабов. Когда один из его командиров погибли потому, что его лейтенант Лу Хуэйли (路晖礼), не спас его, император приказал разрезать Лу, а солдат заставил съесть его органы. Многие традиционные историки, в том числе Ли Яньшоу (李延寿), автор История Северных династий, и Сыма Гуан, автор Цзычжи Тонцзянь, считали эту битву поворотным моментом: до неё Вэнь Сюань-ди был хорошим императором, после стал жестоким и капризным тираном. Например, весной 554, когда жужани восстали, и император подавлял их, ему показалось, что боевые кони не качественные и за это генерал Хэба Жэнь был отправлен на угольную шахту рабочим. В другой раз, осенью 554, после того, как он назначил чиновника Юань Сюя (元旭), бывшего северовэйского князя, а тот умер, император вспомнил, что Гао Лунчжи друг Юань Сюя. Когда-то Гао Лунчжи жёстко выругал молодого Гао Яна (будущего императора), теперь император приказал бить палками Гао Лунчжи и тот умер через несколько дней, но император не успокоился и казнил 20 его сыновей. 

Начиная с 551, император приказал чиновнику Вэй Шоу, написать историю Северной Вэй. Вэй Шоу завершил историю в 554, но его работа ( Книга Вэй ) была подвергнута критике, так как на предков многих чиновников ложился позор из-за упоминания их дел (сам автор назвал работу  Хуэйшу(秽书- Книги Мерзости), и император получил множество доносов на Вэй Шоу. Император заявил, что он за «чистоту» истории и Вэй Шоу попал в темницу.
В конце 554, Западная Вэй начала крупное наступление на Цзянлин (江陵, Цзинчжоу, Хубэй), затем на столицу Лян. Вэнь Сюань-ди да армию Гао Юэ (高岳) вану Цинхэ для нападения на провинцию Западной Вэй Ань (安州примерно Сяогань, Хубэй), но когда Юэ прибыл, Цзянлин уже пал, а император Юань казнён.

## Позднее царствование
Западная Вэй объявили племянника императора Юаня Сяо Ча императором Лян, но его не приняло большинство лянских генералов и Ван Шэнбянь, пригласил сына императора Юаня Сяо Фанчжи цзиняньского вана в старую столицу Лян Цзянькан, весной 555 объявил его наследным принцем Лян и готовился сделать императором. Вэнь Сюань-ди имел другое мнение и он сделал Сяо Юаньмина чженянского хоу, которого Восточная Вэй захватила в 547. Вэнь Сюань-ди писал Вану рекомендации Сяо Юаньмина в качестве императора, утверждая что 12-летний Сяо Фанчжи слишком юн. Ван сначала отверг его кандидатуру, но после побед Гао Хуаня над генералами Вана и Ван согласился признать Юаньмина императором, особенно после того как войска Северной Ци согласились покинуть южные земли. Чтобы показать свою расположение, Ван отправил своего сына Ван Сяня (王顯) и племянника Ван Шичжэня (王世珍), и мать Ван Сяня госпожу Лю, в Ечэн в качестве заложников. Сяо Юаньмин стал лянским императором, Ци и Лян помирились, но Лян признала себя вассалом Ци.
Всего лишь четыре месяца спустя, ситуация изменилась. Лейтенант Ван Сэнбяня Чэнь Басянь, недовольный восхождением Сяо Юаньмина, неожиданно напал на Цзянькан из его штаба в Цзинкоу (京口, в современном Чжэньцзяне, Цзянсу), убийство Ван Сэнбяня и вынудило Сяо Юаньмина уступить трон Сяо Фанчжи (который вступил на престол императора Цзин). Первоначально, Чэнь Лян заявил, что будет вассалом, и император Вэнь Сюань направил чиновника Сим Гуна (司马恭) чтобы привести к присяги должностных лиц Лян. Однако, с несколькими генералами лояльными Ван Сэнбяню восстание против Чэнь после смерти Вана, обманули императора, Сюй Сихуэй (徐嗣徽) и Жэнь Юэ (任约), внезапно захватили несколько крепостей. Император направил генерала Сяо Гуя (萧轨), чтобы усилить Сюй и Жэня. Однако Чэнь победил отряды Северной Ци Сюя и Жэня, и помощник Сяо Гуна Лю Дамо (柳达摩), осаждённый в Шитоу, запросил мира. Чэнь согласился, и послал своего племянника Чэнь Таньлана (陈昙朗), племянника императора Цзина Сяо Чжуана принца Юнцзя и Ван Миня (王珉), сына одного из ключевых чиновников Ван Чунаг (王冲), в качестве заложников в Северной Ци, разрешив Лю уйти. Впрочем, по прибытии в Северную Ци, Лю был казнён императором.
В ходе кампании против Лян, император Вэнь Сюань сделал ещё одно проявление своей нестабильности, он ревновал по поводу того, что его наложница Сюэ ранее была в сексуальных отношениях с Гао Юэ, и приказал Гао Юэ совершить самоубийство. В приступе безумия он обезглавил наложницу Юэ и принёс её изрубленное тело на банкет, чем шокировал гостей.
Осенью 555 Вэнь Сюань решил, что из Буддизма и Даосизма должна остаться одна религия. Он объявил публичные «дебаты» и присудил победу буддистам. Даосам он приказал стать буддийскими монахами, четыре даоса отказались и были казнены, остальные смирились. С этого года даосизм был запрещён.
Весной 556 возобновились бои с Лян, и Северная Ци подготовила очередную кампанию против Лян. Летом 556, циские войска были переброшены к югу от Янцзы в район Цзянкан, но они попали в окружение лянских войск, а когда у них кончилась пища, они сдались. Император казнил многих генералов.
Беспокойный характер императора в сочетании с алкоголизмом довёл его до безумия. Сыма Гуан так описал это:
… [Император Вэнь Сюань] сильно пил и жил безнравственно, вёл себя жестоко и варварски. Иногда он пел и танцевал день и ночь. Иногда он расплетал волосы и вплетал туда ленты как варвар. Иногда он обнажался и делал макияж. Он ездил на ослах, коровах, верблюдах и слонах без седла. Иногда он приказывал Цуй Цзишу или Таочжи Лю (刘桃枝), носить его вместе с большим барабаном в который он бил. Он любил удивлять знать и чиновников. Он часто переходил улицы, иногда сидел на улице, а иногда даже спал на них. Иногда, когда было тепло, он голым грелся на солнце, но даже в самые холодные зимы он тоже бегал голым. Его слуги боялись его выходок, но ему было всё равно… Однажды он спросил женщину на улице, «На кого похож Сын Неба?» Женщина ответила: «Он настолько безумен, что не может считаться Сыном Неба». Он обезглавил её.
Однажды, когда он был пьян и безумствовал, вдовствующая императрица Лу начала урезонивать его, а он сказал что выдаст её за старого варвара. Как-то он нечаянно сбил её с кресла, и она поранилась. После того как он протрезвел, он понял, как он был ранен, и поджёг дворец, решив прогнать смерть огнём. Он пообещал бросить пить, но продержался 10 дней. Стреляя из лука, он ранил госпожу Цуй, мать свой жены. Ходили слухи, что он вступил в половую связь с большинством жён своих родственников. Когда вдова императора Сяо У-ди императрица Эрчжу Инье отказалась переспать с ним, он убил её своими руками. Император часто хотел кого-нибудь убить, когда напивался. Ян Инь, который был премьер-министром в этот момент, держал приговорённых к смерти во дворце и если император желал казнить кого-нибудь, то стражники приводили к нему осуждённого, если осуждённый проживал во дворце 3 месяца, то Ян Инь миловал его.
Удивительно, но безумства императора не привели к разладу империи. Император по-прежнему уделял внимание многим вопросам, а чиновники не смели нарушать закон, боясь его крутого нрава. Кроме того, Ян Инь был великолепным канцлером, а император доверял ему почти во всём.
Зимой 557 он арестовал своего брата Гао Хуаня (高渙), подозревая его в планах захвата власти.
Кроме того, зимой 557 на юге была провозглашена династия Чэнь. Генерал Ван Линь, управлявший Хунань и Восточной Хубэй, попросил Ци вернуть ему принца Czj Чжуана, чтобы продолжить линию Лян, но уже как вассала Ци. Весной 558 это было сделано, столицей стал город Цзянся (江夏, в современной Ухань, Хубэй).
К казна Ци опустела, а император умел только тратить. Он также поссорился с Гао Инем, который не терпел варварских замашек отца. Однажды он приказал Гао Иню казнить заключённого, Инь отказался, и император выпорол его кнутом очень жестоко, Инь заработал паническое расстройство. Когда император напивался, он кричал, что передаст престол брату Яню, а не By.
Примерно в новом году 559 император посетил заключённых Гао Цзюнь и Гао Хуана. Первоначально он сжалился над ними и хотел их освободить, но, по настоянию другого брата, Гао Даня вана чангуаньского, он приказал заколоть их копьями и сжечь.
Летом 559 император решил, что клан Юаней хочет восстановить Тоба Вэй. Он приказал изрубить всех Юаней, независимо от пола и возраста, а тела бросить в реку Чжан. Лишь некоторые из Юаней были пощажены.
Осенью 559 император серьёзно заболел, как считают историки, из-за алкоголизма. Он говорил перед смертью, что Инь ещё молод для трона, и править должен Янь, но завещания он не подписал, и его никто не слушал. Он умер, и императором стал Инь. Когда Вэнь Сюань-ди умер, чиновники пытались его оплакивать, но никто не мог проронить и слезы, кроме Гао Иня.

## Эры правления
- Тяньбао (天保 tiān bǎo) 550—559

## Личная Информация
- Отец
  - Гао Хуань, бохайский ван.
- Мать
  - Принцесса Лоу Чжаоцзинь
- Жена
  - Императрица Ли Цзуе (с 550), мать Иня и принцессы Шаоде
- Главные Наложицы
  - Наложница Дуань, сестра Дуань Шао (段韶)
  - Наложница Фэн, мать принца Шаои
  - Наложница Пей, мать принца Шаожуя
  - Наложница Янь, мать принцаe Шаоляня
  - Наложница Ван
  - Наложница Сюэ
- Дети
  - Гао Инь(高殷), наследник (с 550), позже Фэй-ди (Северная Ци)
  - Гао Шаоде (高紹德), тайюаньский ван (убит У Чэн-ди (Северная Ци) в 562)
  - Гао Шаои (高紹義), ван гуаняна (с 559), ван фаняньский (с 560), император в изгнании
  - Гао Шаожуй (高紹仁), ван сихэский
  - Гао Шаолянь (高紹廉), чанлэский ван (с 559), лонсиский ван (с 560)
  - Принцесса Чжаншань